# Théo Moons
Théodore „Théo“ Moons (* 4. März 1890; † 11. Januar 1962) war ein belgischer Karambolagespieler und mehrfacher Welt- und Europameister.

## Ehrungen
Im November 2007 brachte die belgische Post eine Sondermarkenserie heraus, in der auch Moons für seine Leistungen im Billardsport geehrt wurde.

## Erfolge
- Freie-Partie-Weltmeisterschaft:  1931 •  1929, 1930 •
- Cadre-45/1-Weltmeisterschaft:  1929 •  1930, 1931, 1933
- Cadre-45/2-Weltmeisterschaft:  1923, 1926, 1927, 1928, 1929 •  1925, 1931, 1936 •  1922, 1924, 1935, 1938
- Cadre-45/1-Europameisterschaft:  1932
- Cadre-45/2-Europameisterschaft:  1926, 1928, 1929 •  1927, 1933